# Gullinbursti

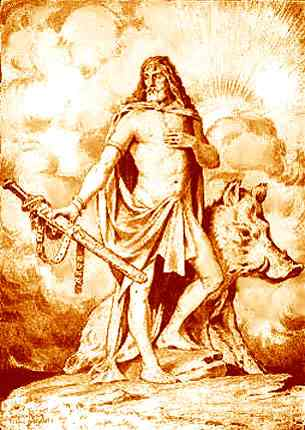
Gullinbursti in un quadro moderno

Gullinbursti è un animale della mitologia norrena. È un verro (un maiale domestico) dalle setole d'oro (il suo nome significa appunto "setole d'oro") e appartiene al dio Freyr.
Gullinbursti è stato creato dai nani Eitri e Brokkr, assieme ad altri portentosi oggetti destinati agli dèi, tra cui Draupnir, l'anello di Odino, e Mjöllnir, il martello di Thor.
Gullinbursti è in grado di correre più velocemente di qualunque altro destriero, di notte e di giorno, nell'aria e nell'acqua, perché non esiste luogo così oscuro che non possa venire illuminato dallo splendore delle sue setole. Gullinbursti, che ha anche il compito di trainare il carro di Freyr, simboleggia il potere divino della fecondità. È su questo carro che Freyr assiste al funerale di Baldr.
Gullinbursti è definito anche slíðrugtanni, "zanne spaventose". Da notare che anche il verro dorato che appartiene alla dea Freyja, che si chiama Hildisvíni, viene spesso chiamato "gullinbursti": anche quest'ultimo è stato creato da due nani (Dáinn e Nabbi) e dunque non è escluso che in realtà possa trattarsi della stessa figura, ma non è chiaro.